# Lebakbarang (plaats)
Lebakbarang is een bestuurslaag in het regentschap Pekalongan van de provincie Midden-Java, Indonesië. Lebakbarang telt 1849 inwoners (volkstelling 2010).